# Ottenschlag
Ottenschlag är en ort och kommun  i Österrike. Den ligger i distriktet Zwettl i förbundslandet Niederösterreich, 90 kilometer väster om huvudstaden Wien. 
Kommunen består av sju orter (Ortschaften) (inom parentes invånarantal 1 januari 2024):

- Bernreith (46)
- Endlas (44)
- Jungschlag (47)
- Neuhof (84)
- Oedwinkel (0)
- Ottenschlag (786)
- Reith (7)